# Сан-Марино (футбольный клуб)
«Сан-Марино Кальчо» (итал. San Marino Calcio) — сан-маринский футбольный клуб, базирующийся в Серравалле. Команда выступает в Серии D.
Клуб был основан в 1960 году как «Серениссима». «Серениссима» объединилась с «Ювенес/Догана» в 1973 году, изменив своё название на «Сан-Марино», а в сезоне 1988/89 клуб получил своё нынешнее название, «Сан-Марино Кальчо».
В 2019 году объединился с клубом «Каттолика», а в 2021 году вновь получил название «Сан-Марино».

## История
Клуб был основан как «Серениссима» в 1960 году Футбольной федерацией Сан-Марино, чтобы иметь команду, представляющую республику Сан-Марино в Итальянской лиге. Клуб был позже куплен сан-маринскими и итальянскими предпринимателями.
Год основания клуба по-прежнему оспаривается в основном за счет другой команды, спонсированной (но не находящейся в собственности) Футбольной федерацией Сан-Марино, под названием «Либертас-Тре Пенне», она приняла участие в чемпионате Италии 1959 года. «Серениссима» также позаимствовал у «Либертаса» цвета.
«Сан-Марино» является единственной профессиональной футбольной командой в Республике Сан-Марино, так как чемпионат страны полностью любительский, команде разрешено играть исключительно в итальянской системе футбольных лиг. Ещё одна команда из Сан-Марино, «Ювенес/Догана», соревновалась как на любительском уровне итальянского футбола, так и в сан-маринской лиге после исключения из Итальянской федерации футбола.

### Ранние годы
«Сан-Марино» начал играть в 1960 году во Второй категории, так как Третьей категории на тот момент не существовало в итальянской системе футбольных лиг. После повышения из Второй и Прима категории команда начала играть на более высоком уровне, в Промоционе, перед возвращением в Приму в 1976/77 сезоне. Они продолжали играть в Приме в течение следующих четырёх сезонов, пока не выиграли чемпионат и не были повышены снова в Промоционе в 1979/80 сезоне. Пребывание «Сан-Марино» в Промоционе было недолгим, в течение двух сезонов они были понижены в Приму.
Команда часто меняла дивизионы, так она была вновь повышена в Промоционе как чемпион 1984/85 сезона. Затем клуб вёл ожесточённую борьбу за чемпионство и выиграл Промоционе в следующем сезоне, команда была в первый раз повышена в Серию D, сильнейшую любительскую лигу Италии. Успех «Сан-Марино» продолжался, они заняли второе место в Серии D в 1986/87 сезоне, а в следующем году они выиграли чемпионат. В 1988/89 сезоне команда дебютировала на низшем уровне итальянской профессиональной лиги (Серия C2).
В 1988 году «Сан-Марино» стала акционерным обществом и изменила своё название на «Сан-Марино Кальчо». Переименованная команда вылетела в Серию D в сезоне 1989/90 после финиша на предпоследнем месте в Серии С2. После окончания сезона на 17-й позиции в сезоне 1991/92 «Сан-Марино Кальчо» было понижено вновь, на этот раз в Экселленцу, но клуб вернулся в Серию D в 1992/93 сезоне. В сезоне 1995/96 «Сан-Марино Кальчо» было снова понижено в Экселленцу после трёхлетнего пребывания в Серии D, но они снова были повышены в классе в сезоне 1996/97.
Успех клуба был отчасти результатом назначения тренером «Сан-Марино» Джампаоло Мацца, который привёл их к двум чемпионствам в Экселленце. В сезоне 1999/2000 «Сан-Марино Кальчо» было повышено в Серию С2, как чемпион Серии D.

### 2000-е
«Сан-Марино Кальчо» начало новое тысячелетие в четвёртом дивизионе итальянского профессионального футбола, усилившись с приходом нападающего Анди Сельвы. «Наполи» пытался поглотить клуб на правах инвестора в 2000 году, но отказался от идеи в ноябре 2002 года. «Сан-Марино Кальчо» закрепилось в Серии С2, занимая позиции в верхней половине турнирной таблицы лиги в течение следующих трёх сезонов. Команда была в состоянии достичь зоны плей-офф сезона 2003/04, но потерпела поражение и осталась в Серии С2 после финиша на четвёртом месте в лиге. Сезон 2004/05 для «Сан-Марино Кальчо» был более успешным: они одержали победу в плей-офф, и таким образом в первый раз достигли Высшего дивизиона Профессиональной лиги (бывшая Серия С1). Это самый высокий уровень команды, когда-либо достигнутый в её истории. Команда до сезона 2011/12 играла во Втором дивизионе Профессиональной лиги, будучи пониженной в сезоне 2006/07.
В декабре 2006 года Вертер Корньети, председатель клуба, покинул пост из-за спорных утверждений и критики во время спортивных трансляций. Даниэле Де Луиджи был позже подтверждён в качестве нового председателя «Сан-Марино Кальчо».
В сезоне 2011/12 клуб был повышен из Второго в Высший дивизион Профессиональной лиги.
В 2019 году «Сан-Марино» объединилось с «Каттоликой», команда будет выступать под названием «Каттолика Сан-Марино». Новый клуб будет правопреемником команды из Римини, таким образом клуб «Сан-Марино» расформирован.
Летом 2019 года клуб «Сан-Марино» объединился с «Каттоликой», получив название «Каттолика Сан-Марино». С таким названием команда начала выступать в чемпионате Серии D. Объединённый клуб имел штаб-квартиру в Сан-Марино, но выступал в Каттолике, имея форму жёлтого и красного цветов. В 2021 году клуб был реорганизован и вновь получил название «Сан-Марино». Под историческим названием команда заявилась в сезоне 2023/24 в Серию D.

## Символика
Домашняя форма клуба включает в себя светло-голубые футболки с белыми и чёрными вставками, чёрные шорты и чёрные носки. Их выездной комплект состоит из белой футболки с тёмно-синими вставками, белых шортов и чёрных носков. «Сан-Марино Кальчо» выпустило третий комплект для мерчандайзинга, который состоит из красной футболки с тёмно-синими вставками, красных шортов и красных носков.
Золотая рамка эмблемы содержит имя команды и фразу «Titanus aggressurus Olympum», в которой упоминаются титаны, персонажи греческой мифологии. Изображённый в центре знака человек является титаном. В итальянском слово «Титан» означает как расу мифологических богов, так и Монте-Титано, самую высокую точку Сан-Марино. Левая окружность представляет собой значок «Тре Пенне», одного из двух основателей «Сан-Марино Кальчо», а правая окружность представляет собой старую эмблему клуба.

## Стадион
Олимпийский стадион в Серравалле является домашней ареной «Сан-Марино Кальчо», он был построен в 1969 году. Он также является домашним стадионом для сборной Сан-Марино и в прошлом — для «Ювенес/Догана». Олимпийский вмещает 7000 человек.

## Достижения
Серия C2
- Вице-чемпион: 2011/12
- Повышение через плей-офф: 2004/05

Второй дивизион Профессиональной лиги
- Вице-чемпион: 2011/12 (повышен)

Серия D
- Чемпион: 1987/88, 1989/90
- Вице-чемпион: 1986/87

Эчелленца
- Чемпион: 1992/93, 1996/97

Промоционе
- Чемпион: 1985/86

Прима категория
- Чемпион: 1979/80, 1984/85